# كوينسي ديفيس (مركمجة)
كوينسي ديفيس (بالإنجليزية: Quincy Davis)‏ هي مركمجة أمريكية، ولدت في 18 مايو 1995 في مونتوك في الولايات المتحدة.

## وصلات خارجية
- كوينسي ديفيس على موقع الرابطة العالمية لركوب الأمواج (الإنجليزية)